# Flers-en-Escrebieux
 Flers-en-Escrebieux  là một xã ở tỉnh Nord trong vùng Hauts-de-France, Pháp.